# (52266) Van Flandern
(52266) Van Flandern est un astéroïde de la ceinture principale.

## Description
(52266) Van Flandern est un astéroïde de la ceinture principale. Il fut découvert le 10 janvier 1986 à l'observatoire Palomar par Carolyn S. Shoemaker et Eugene M. Shoemaker. Il présente une orbite caractérisée par un demi-grand axe de 2,33 UA, une excentricité de 0,22 et une inclinaison de 23,7° par rapport à l'écliptique.

## Compléments